# Písek (okres Hradec Králové)
Obec Písek (německy Pisek) se nachází v okrese Hradec Králové v Královéhradeckém kraji. Žije v ní 299 obyvatel.

## Historie
První písemná zmínka o Písku pochází z roku 1386, kdy vesnice patřila Kunšovi z Písku. Jeho pravděpodobným sídlem byla tvrz, jejíž zbytky byly patrné ještě v devatenáctém století. Vesnice roku 1429 patřila k Přestavlkům a později byla připojena k chlumeckému panství.